# Beatrice von Dovsky
Beatrice von Dovsky, właściwie Beatrice Freiin von Vay z domu Drewikowsky (ur. 14 listopada 1866 w Wiedniu, zm. 18 lipca 1923 tamże) – austriacka poetka, pisarka, dramatopisarka i aktorka.

## Życiorys
Beatrice von Dovsky jest najbardziej znana z napisania libretta do opery Mona Lisa Maxa von Schillinga, którą zaprezentował jej wiosną 1913 roku. Temat był wówczas bardzo aktualny, ponieważ obraz Leonarda da Vinci został skradziony z Luwru w 1911 roku i ponownie odnaleziony we Florencji w 1913 roku. Opera miała prawykonanie w Staatsoper Stuttgart we wrześniu 1915 roku. Choć nie była częścią standardowego repertuaru operowego, była wielokrotnie wystawiana przez główne opery w XX wieku. Dyrygent i kompozytor Carl Arthur Richter wykorzystał także część jej utworu w 1946 roku jako podstawę swojego Opus 36 Mona Lisa. Dramatische Ouvertüre, dzieło na orkiestrę dętą.
Inne prace Beatrice obejmują wiersze, opowiadania i utwory dla dzieci. Jej bajki należą do jej bardziej znanych dzieł m.in. Der Wiener Fratz, Die Gnä' Frau i Zwölf Märchen aus der Ostmark. W 1901 wydała dzieło o tematyce podróżniczej Von Penzing nach Peking. 7 grudnia 1905 roku wystawiono jej sztukę Der alte Herrw wiedeńskim Burgtheater. W 1906 jej sztuka Lady Godiva zwróciła uwagę kompozytora Maxa von Schillinga. W 1912 wydała dwanaście opowiadań o monarchii austro-węgierskiej Märchenkranz aus der Ostmark. Dovsky była też aktywna jako aktorka sceniczna w Wiedniu. Zmarła w 1923 roku w wieku 57 lat i została pochowana na cmentarzu w dzielnicy Hietzing.